# 開発政策
開発政策（かいはつせいさく）は、ある地域で発生する、または発生すると予想されるさまざまな地域問題を事前に除去するかあるいは規制し、その地域が持つ固有の発展可能性をどのように引き出し伸張をさせるかを考察する学問を指す。欧米諸国で早くから確立された学問である。農業や経済学と関連することが多い。